# Kylian Hazard
Kylian Hazard (La Louvière, 5 de agosto de 1995) es un futbolista belga que juega como delantero en el RFC Lieja de la Segunda División de Bélgica.

## Biografía
Kylian Hazard nació en La Louvière y creció en Braine-le-Comte. Es hijo de Carine y Thierry, ambos futbolistas belgas. Su padre pasó la mayor parte de su carrera jugando como semiprofesional con La Louvière en la Segunda División de Bélgica. Jugó principalmente como centrocampista defensivo. Su madre jugó como delantera en la primera División femenino y paró de jugar cuando quedó embarazada de su primer hijo Eden Hazard. Después de jugar a fútbol, ambos padres fueron profesores de deportes. Thierry se retiró de su posición en 2009 para dedicar más tiempo a sus hijos.
Es el tercero de cuatro hijos. Su hermano mayor Eden anteriormente jugó para el Lille y ahora juega para el Real Madrid en LaLiga Santander. Su otro hermano mayor, Thorgan, jugó junto con Eden en el Chelsea en 2012, antes de ir al Borussia Mönchengladbach en julio de 2014, y anteriormente había progresado a través de las categorías juveniles de los mayores rivales del Lille, el Lens. Su hermano más joven, Ethan, juega en la academia del Tubize, donde todos ellos jugaron en sus inicios.
Kylian y sus tres hermanos se criaron en un ambiente cómodo con sus padres asegurándose de que tenían todo lo que necesitaban para sobresalir. La familia vivía "a no más de tres metros" de un campo de entrenamiento de fútbol y los hermanos a menudo se aventuraban en un campo de entrenamiento a través de un pequeño agujero para perfeccionar y desarrollar sus habilidades.
Hazard comenzó su carrera profesional en el White Star Bruxelles, y se unió al club en 2013 desde la academia del Lille, donde pasó dos años.

## Carrera

### Zulte Waregem
Después de una temporada en la Segunda División belga, fue anunciado el 25 de junio de 2014 que se uniría a la liga belga con el Zulte Waregem por dos años, con una opción para extender el contrato para otra temporada más. Al firmar para el Zulte Waregem, siguió los pasos de su hermano mayor Thorgan, quién jugó durante dos temporadas allí de préstamo por el Chelsea, y jugó al lado de Jonathan Benteke, cuyo hermano es también internacional con la selección belga.
Hizo su debut profesional el 7 de agosto de 2014, reemplazando a Ibrahima Conté después de 69 minutos contra el equipo bielorruso Shakhtyor Soligorsk en la tercera ronda de clasificación de la Liga Europa de la UEFA. No pudo evitar la eliminación de su equipo del torneo después del empate 2-2 una derrota en el marcador global por 7-4.
Hizo su primera aparición para el Zulte Waregem en comptetición nacional el 21 de enero de 2015 contra el R. S. C. Anderlecht en el partido de vuelta de la Copa belga; sin embargo el partido terminó en derrota por 4-2. Jugó solo 5 juegos para Zulte Waregem.

### Újpest
El 27 de junio de 2015, Hazard firmó un contrato por tres años con el club húngaro Újpest. Hizo su debut el 18 de julio de 2015 contra el Paksi FC en un empate sin goles. El 21 de noviembre de 2015, anotó su primer gol para Újpest en la victoria de 2-1 ante Honvéd.

### Chelsea
El 29 de agosto de 2017 se unió al Chelsea para disputar la Premier League.

### Círculo de Brujas
El Círculo de Brujas logró su cesión para la temporada 2018-19. En mayo de 2019 se hizo oficial que continuaría allí tras llegar a un acuerdo con el conjunto inglés para su traspaso. Permaneció dos campañas y media más, siendo cedido a finales de enero de 2022 al RWDM. Posteriormente permaneció en este equipo hasta que en febrero de 2024 fue prestado al S. K. Beveren. Al finalizar la temporada quedó libre y en octubre se unió al Royal Union Tubize-Braine.
El 11 de junio de 2025 firmó con el RFC Lieja por dos años.

## Estadísticas
| Club                      | Temporada | Liga        | Liga  | Copa        | Copa  | Europa      | Europa | Total       | Total |
| Club                      | Temporada | Apariciones | Goles | Apariciones | Goles | Apariciones | Goles  | Apariciones | Goles |
| ------------------------- | --------- | ----------- | ----- | ----------- | ----- | ----------- | ------ | ----------- | ----- |
| Estrella blanca Bruxelles | 2013-14   | 4           | 0     | 1           | 0     | —           | —      | 5           | 0     |
| Estrella blanca Bruxelles | Total     | 4           | 0     | 1           | 0     | —           | —      | 5           | 0     |
| Zulte Waregem             | 2014-15   | 2           | 0     | 2           | 0     | 1           | 0      | 5           | 0     |
| Zulte Waregem             | Total     | 2           | 0     | 2           | 0     | 1           | 0      | 5           | 0     |
| Újpest                    | 2015-16   | 31          | 3     | 7           | 1     | —           | —      | 38          | 4     |
| Újpest                    | 2016-17   | 11          | 3     | 3           | 0     | —           | —      | 14          | 3     |
| Újpest                    | Total     | 42          | 6     | 10          | 1     | —           | —      | 52          | 7     |
| Total                     | Total     | 48          | 6     | 13          | 1     | 1           | 0      | 62          | 7     |